# Viru-Nigula
Pour la municipalité, voir Viru-Nigula (commune).
Viru-Nigula est un petit bourg de la paroisse de Kuusalu dans le Comté de Viru-Ouest en Estonie. Le bourg a 327 habitants (1.1.2012) .